# Conga Blue
Conga Blue è un album di Poncho Sanchez, pubblicato dalla Concord Records nel 1996. Il disco fu registrato il 13 e 14 novembre 1995 al Group IV Studios di Hollywood, California (Stati Uniti).

## Tracce
1. Black Stockings – 5:24 (Hubert Laws)
2. Bésame Mamá – 6:31 (Mongo Santamaría)
3. Mambo de Cuco – 6:48 (Nicholas Martinez)
4. Conga Blue – 7:54 (Billy Mure)
5. Dulce amor – 5:02 (Rodgers Grant)
6. Manila – 5:40 (Mongo Santamaria)
7. Watermelon Man – 3:50 (Herbie Hancock)
8. Happy Now – 6:58 (Mongo Santamaria)
9. Mon pa mon po – 7:00 (Poncho Sanchez)
10. Para ti – 5:31 (Mongo Santamaria)

## Musicisti
- Poncho Sanchez - congas, percussioni
- David Torres - pianoforte, direttore musicale
- Ramon Banda - timbales, percussioni
- Tony Banda - basso, percussioni
- José Papo Rodriguez - bongos, percussioni
- Stan Martin - tromba, flicorno
- Scott Martin - sassofono alto, sassofono tenore, sassofono baritono, flauto
- Alex Henderson - trombone
- Mongo Santamaría - congas (brani: 2, 4, 7, 8 e 9)